# George Grove
George Grove (Londra, 1820 – 1900) è stato un musicologo inglese.
Nel 1879 iniziò il Grove Dictionary of Music and Musicians, l'opera più accreditata sulla musica occidentale, di cui fu anche editore.
Autore dell'opera Beethoven e le sue nove sinfonie (1896), fu direttore del Royal College of Music dal 1882 al 1894.